# 8332 Ivantsvetaev
8332 Ivantsvetaev eller 1982 TL2 är en asteroid i huvudbältet som upptäcktes den 14 oktober 1982 av den rysk-sovjetiska astronomen Ljudmila Karatjkina och den rysk-sovjetiska och ukrainska astronomen Ljudmila Zjuravljova vid Krims astrofysiska observatorium på Krim. Den är uppkallad efter den ryske filosofen Ivan Tsvjetajev.
Asteroiden har en diameter på ungefär fyra kilometer.